# Cliff Anderson
Clifford V. Anderson, detto Cliff (Filadelfia, 7 settembre 1944 – 26 luglio 2021), è stato un cestista statunitense, professionista nella NBA e nella ABA.

## Carriera
È stato selezionato dai Los Angeles Lakers al quarto giro del Draft NBA 1967 (35ª scelta assoluta).